# Joseph Apfelböck
Joseph Apfelböck (* 1903 in München; † um 1985 ebenda) war ein deutscher Mörder.

## Leben
Apfelböck erlangte im nachrevolutionären München 1919 traurige Berühmtheit, weil er als 16-Jähriger offenkundig ohne Motiv Vater und Mutter mit einer kleinkalibrigen Pistole tötete und drei Wochen mit den toten Eltern in der Wohnung im Stadtteil Haidhausen lebte. Dem jugendlichen Täter wurde im Rahmen der Gerichtsverhandlung als Motiv Habgier nachgewiesen, was sich aufgrund der Aktenlage jedoch als sehr unzureichend erwies. Joseph Apfelböck wurde zu 15 Jahren Gefängnis verurteilt. Er saß 13 Jahre in Landsberg am Lech ab, wo auch Anton Graf von Arco auf Valley und Adolf Hitler in Festungshaft einsaßen, bevor er 1932 zur Nachsorge ins fränkische Lichtenau entlassen wurde. Fortan lebte er in München, ging einfachen Berufen nach und hatte zwei Kinder.

## Rezeption
Die Tat schockierte die Öffentlichkeit, da sie ohne Vorzeichen und ohne spätere Reue verübt wurde.
Der junge Bertolt Brecht schrieb unter dem Eindruck der Ereignisse seine Ballade Apfelböck oder die Lilie auf dem Felde (1927 in dessen Hauspostille aufgenommen) und verarbeitete die Geschichte im selben Jahr noch in der Erzählung Die Erleuchtung. Im Gegensatz zu den tatsächlichen Vorkommnissen wandelt Brecht jedoch einige Fakten ab: So wird der Protagonist zu Jakob und um einige Jahre jünger gemacht. Auch lässt er Apfelböck seine Eltern erschlagen. Trotz dieser Abwandlungen spiegeln Ballade und Erzählung die Bestürzung über den Fall wider.
Der Fall Apfelböck beschäftigte die Öffentlichkeit ungemein, was sich in der damaligen Presse, aber auch in Brechts literarischer Interpretation ausdrückte. Zuletzt widmete sich eine Ausstellung dem Thema Apfelböck oder Über das Töten, die im selben Gebäude in der Lothringer Straße stattfand, in dem 84 Jahre zuvor die Tat verübt wurde (lothringer13, 2003). Die umfassende Dokumentation, die daraus entstand, versammelt nicht nur die Fakten zur Tat, sondern sammelt darüber hinaus auch die öffentlichen Reaktionen.